# Eleição para o Senado federal por Washington em 2010
A eleição para o senado do estado americano de Washington em 2010 aconteceu no dia 2 de novembro de 2010 junto a outras eleições em outros estados. A senadora em exercício, Patty Murray, do Partido Democrata, foi reeleita com mínima vantagem. O candidato do Partido Republicano Dino Rossi perdeu por muito pouco na eleição para governador em 2004, obtendo 1.373.232 votos (48.8685%),contra 1.373.361 votos (48.8730%) de Christine Gregoire, sendo apenas 129 votos de diferença.

## Primária (Democrata-Republicana)
| Primária Democrata-Republicana | Primária Democrata-Republicana | Primária Democrata-Republicana | Primária Democrata-Republicana | Primária Democrata-Republicana | Primária Democrata-Republicana |
| Partido                        | Candidato                      | Votos                          | %                              |                                |                                |
| Democrata                      | Patty Murray                   | 670.284                        | 46,22%                         |                                |                                |
| Republicano                    | Dino Rossi                     | 483.305                        | 33,33%                         |                                |                                |
| Republicano                    | Clint Didier                   | 185.034                        | 12,76%                         |                                |                                |
| Republicano                    | Paul Akers                     | 37.231                         | 2,57%                          |                                |                                |
| Independente                   | Skip Mercer                    | 12.122                         | 0,84%                          |                                |                                |
| Democrata                      | Charles Allen                  | 11.525                         | 0,79%                          |                                |                                |
| Democrata                      | Bob Burr                       | 11.344                         | 0,78%                          |                                |                                |
| Republicano                    | Norma Gruber                   | 9.162                          | 0,63%                          |                                |                                |
| Republicano                    | Michael Latimer                | 6.545                          | 0,45%                          |                                |                                |
| Democrata                      | Mike the Mover                 | 6.019                          | 0,42%                          |                                |                                |
| Democrata                      | Goodspaceguy                   | 4.718                          | 0,33%                          |                                |                                |
| Reformista                     | William Baker                  | 4.593                          | 0,32%                          |                                |                                |
| Independente                   | Mohammad Said                  | 3.387                          | 0,23%                          |                                |                                |
| Independente                   | Schalk Leonard                 | 2.818                          | 0,19%                          |                                |                                |
| Republicano                    | William Chovil                 | 2.039                          | 0,14%                          |                                |                                |
| Total                          | Total                          | 1.450.126                      | 100%                           |                                |                                |
| ------------------------------ | ------------------------------ | ------------------------------ | ------------------------------ | ------------------------------ | ------------------------------ |